# Pygopleurus lucarellii
Pygopleurus lucarellii är en skalbaggsart som beskrevs av Piatella och Guido Sabatinelli 1992. Pygopleurus lucarellii ingår i släktet Pygopleurus och familjen Glaphyridae. Inga underarter finns listade i Catalogue of Life.